# The Haunted (album)
Albums de The Haunted
The Haunted Made Me Do It
(2000)
The Haunted est le premier album du groupe suédois de metal The Haunted, formé à partir de membres du groupe At The Gates et de Peter Dolving.
Le groupe enregistre ce premier album en novembre-décembre 2007 et qui sort le 23 juin 1998. Il se distingue par un style efficace avec des influences comme Slayer notamment.
Après cet album, Adrian Erlandsson et Peter Dolving quittent le groupe.

## Liste des titres
| No  | Titre         | Paroles                        | Musique                          | Durée |
| --- | ------------- | ------------------------------ | -------------------------------- | ----- |
| 1.  | Hate Song     | Patrick Jensen / Peter Dolving | Patrick Jensen                   | 2:59  |
| 2.  | Chasm         | Peter Dolving                  | Patrick Jensen                   | 3:09  |
| 3.  | In Vein       | Jensen / Peter Dolving         | J. Björler / Jensen              | 3:23  |
| 4.  | Undead        | Jensen                         | Jensen                           | 2:08  |
| 5.  | Choke Hold    | Peter Dolving / A. Björler     | Jensen / J. Björler              | 3:43  |
| 6.  | Three Times   | Peter Dolving                  | Jensen                           | 2:41  |
| 7.  | Bullet Hole   | The Haunted                    | A. Björler                       | 4:17  |
| 8.  | Now You Know  | Peter Dolving                  | A. Bjöler / J. Bjöler            | 3:30  |
| 9.  | Shattered     | Jensen                         | Jensen / A. Björler              | 3:17  |
| 10. | Soul Fracture | A. Bjöler / J. Bjöler          | A. Bjöler                        | 3:44  |
| 11. | Blood Rust    | Jensen                         | Jensen / A. Björler              | 3:40  |
| 12. | Forensick     | Peter Dolving                  | A. Björler / J. Björler / Jensen | 4:16  |

## Membres
The Haunted
- Peter Dolving : chant
- Anders Björler : guitare solo
- Patrik Jensen : guitare rythmique
- Jonas Björler : basse
- Adrian Erlandsson : batterie